# Mundemba
Mundemba est une commune du Cameroun située dans la région du Sud-Ouest et chef-lieu du département du Ndian.

## Géographie
La localité est le point d'extrémité la route nationale 16 à 165 km au nord-ouest du chef-lieu régional Buéa et à 223 km au nord-ouest de l'aéroport international de Douala.
|          | Eyumodjock | Toko         |
| Akamkpa  | Mundemba   | Dikome-Balue |
| Akpabuyo | Isanguele  | Ekondo-Titi  |

## Population
Lors du recensement de 2005, la commune comptait 14 385 habitants, dont 5 236 pour Mundemba Ville.

## Chefferies traditionnelles
L'arrondissement est le siège de deux chefferies traditionnelles de 2e degré reconnues par le ministère de l'administration du territoire et de la décentralisation :
- 880 : Chefferie Mundemba Centre
- 881 : Chefferie Ndian Town

## Structure administrative de la commune
Outre la ville de Mundemba, la commune comprend les villages suivants :
- Akpasang
- Bareka
- Beboka Bima
- Bekoko
- Beoko
- Bera
- Besingi
- Boa Bima
- Boa Ngolo
- Bulu Camp
- Ekon I
- Ekumbako
- Erat
- Esoki
- Fabe
- Ikassa
- Ikondo-Kondo I
- Isai Mbage Ngolo
- Itoki
- Ituka
- Iwa
- Kuma
- Lipenja II
- Lipenja Muketi Ngolo
- Mabelebele Ngolo
- Makeke Camp
- Mana Camp
- Manja
- Massaka Bima
- Matamani
- Meangwe II
- Meka
- Metah
- Mofako
- Mokange
- Mokango
- Mosakoe
- Mosongiselii
- Ndiba Ngolo
- Ngenye
- Ngumu

## Économie
Le domaine de Ndian (Ndian Estate), est une palmeraie agro-industrielle des Plantations Pamol du Cameroun, il emploie une importante main d’œuvre (≈ 2 000 employés), il produit principalement de l'huile de palme.

## Environnement
La localité constitue la porte d'entrée du Parc national de Korup, on y trouve les bureaux du service d'information touristique du parc.

## Personnalités nées à Mundemba
- Nasako Besingi, militant de l'environnement et des droits humains.